# Калейдофон

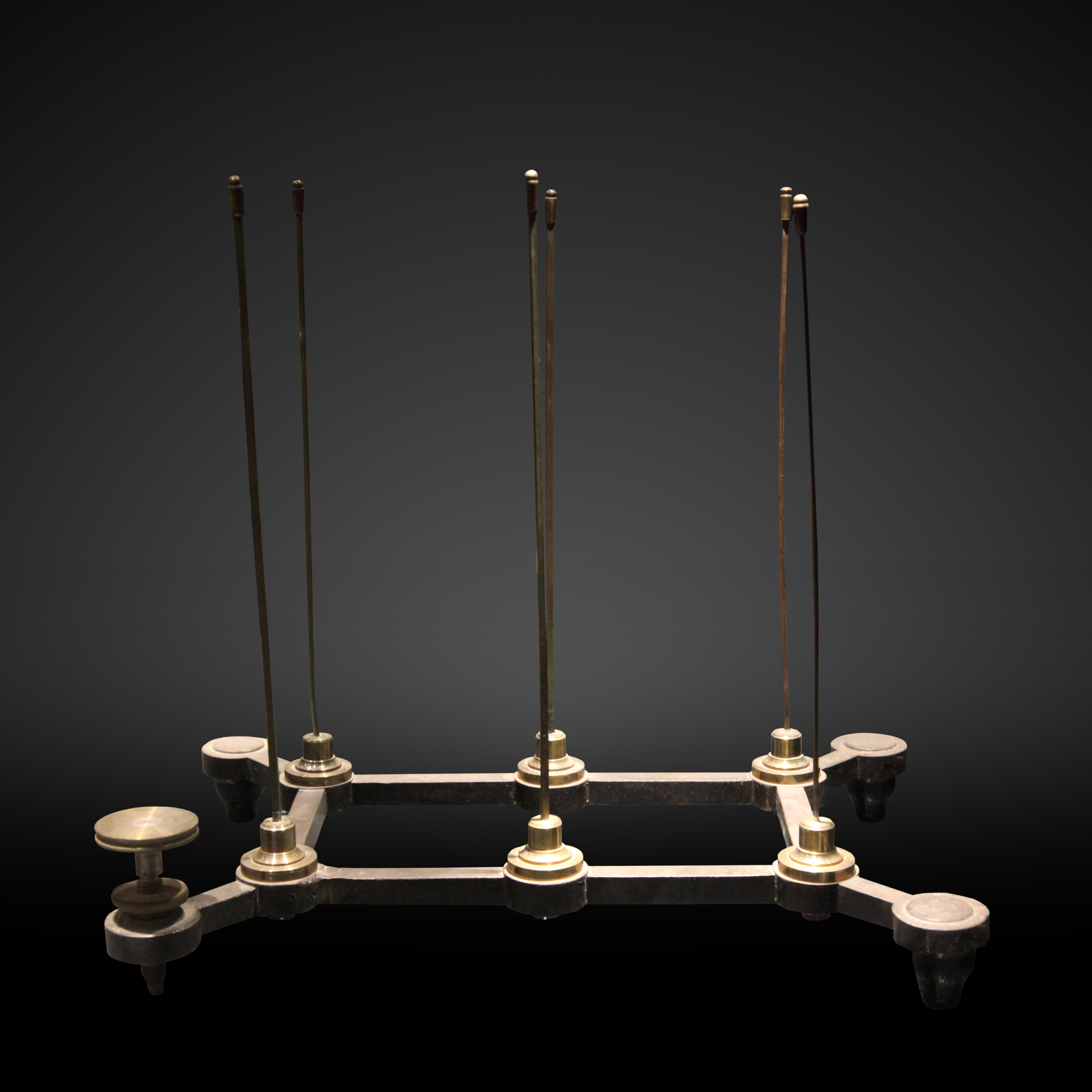
Калейдофон на виставці в Palais de la Découverte в Парижі.

Калейдофон — « філософська іграшка », яка створює рухомі оптичні фігури. Існує кілька різних версій калейдофона, але в усіх випадках принаймні один тонкий стрижень закріплений на одному кінці та має блискучу намистину, закріплену на іншому кінці стрижня. Коли стрижень вібрує, пляма описує криві Ліссажу в повітрі, як іскра, що кружляє в темряві. 
Калейдофон був винайдений Чарльзом Вітстоном, який опублікував який опублікував дані про свій винахід пристрою в 1827 році. 
Термін «калейдофон» походить від калейдоскопа, оптичної іграшки, винайденої в 1817 році Девідом Брюстером .

## Зовнішні посилання
- Вікісховище має мультимедійні дані за темою: Калейдофон